# Distretto di Luancheng
Il distretto di Luancheng (栾城区S, Luánchéng QūP) è un distretto della Cina, situato nella provincia di Hebei e amministrato dalla prefettura di Shijiazhuang.